# シャン語
シャン語（Shan）は、言語分類的にタイ語と近い関係にある言語である。書き言葉としてはビルマ文字と部分的に共通するシャン文字が用いられる。タイ語でタイ・ヤイ（Tai-Yai）、タイ・ロン（Tai Long）と呼ばれている。話者はミャンマー北東部、すなわちシャン州全域とタイ北部に点在している。シャン州から国境を東にまたいだ中華人民共和国南西部の雲南省シーサンパンナ・タイ族自治州にもシャン族やシャン語話者がいる。

## 社会言語学的状況

### ミャンマー
2012年現在、ミャンマーの軍政下では、学校教育において少数民族の言語による授業を廃止しているが、かつての教科書を用いて私塾などで言語教育が行われている。

### タイ
タイのシャン人ディアスポラ社会においては、シャン人のエスニックアイデンティティの維持のためにシャン語教育が重要視されている。シャン人ディアスポラが存在するチェンラーイ県のルアムチャイ村（仮名）ではタイ語と中国語の文化的影響が強まり、シャン語の消滅が危惧されていた。同村では2002年から青年組織タイ・ヌム（シャン語: တႆးၼုမ်ႇ）により、子供たちを対象としてシャン語とシャン文化の教育学習を行うサマーキャンプが実施されている。

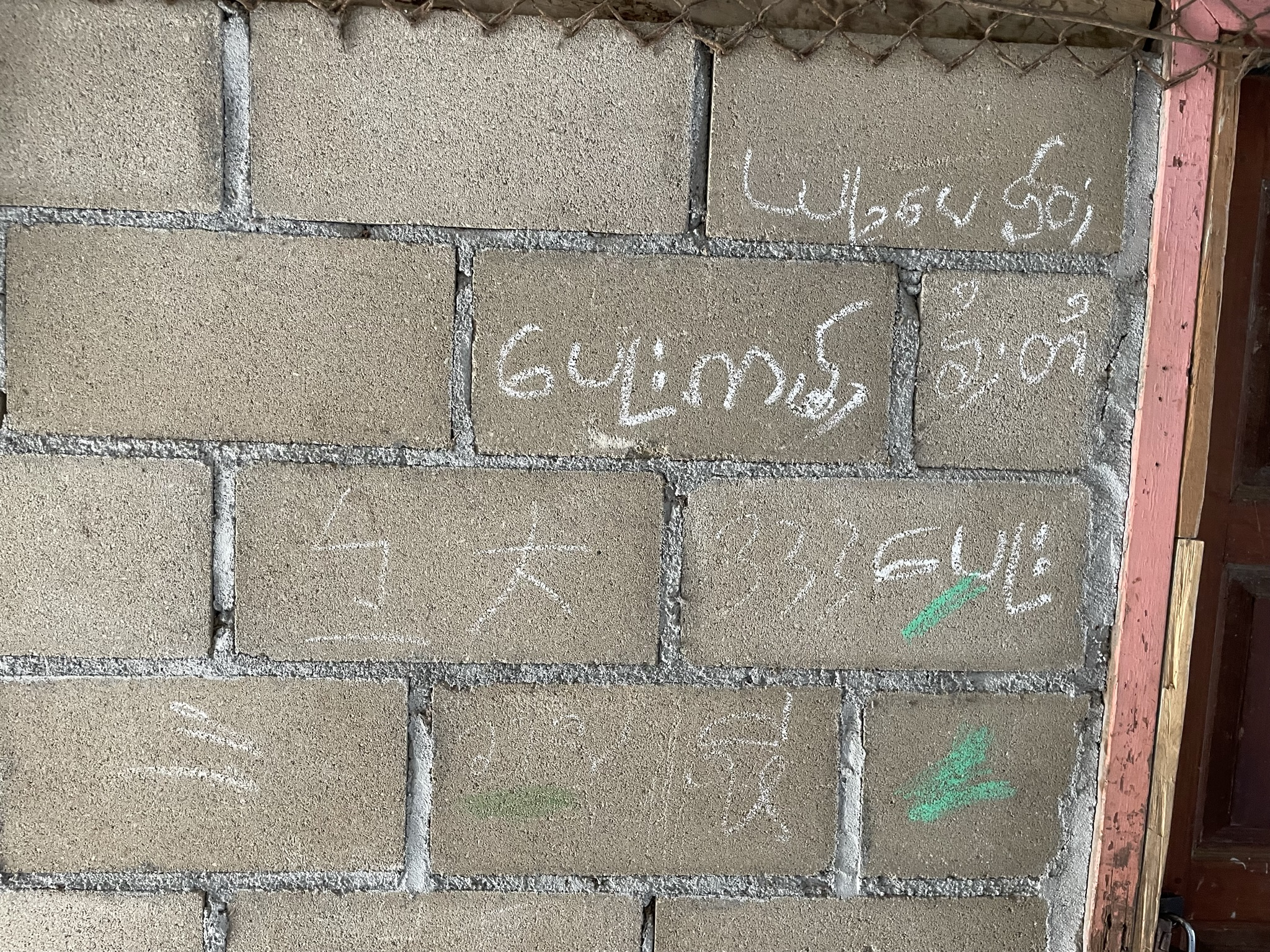
タイ国内の学校の壁に書かれたシャン語の落書き。タイ語や中国語、注音字母もある。

## 音韻論
シャン語の音節は、頭子音・介子音・母音・声調からなる。

### 頭子音
Egerod (1957) が挙げるシャン語の頭子音は以下の通りである。
|          | 両唇音 | 両唇音 | 歯茎音 | 歯茎音 | 硬口蓋音 | 硬口蓋音 | 軟口蓋音 | 軟口蓋音 | 声門音 |
| -------- | ------ | ------ | ------ | ------ | -------- | -------- | -------- | -------- | ------ |
| 鼻音     | m-     | m-     | n-     | n-     | ɲ-       | ɲ-       | ŋ-       | ŋ-       |        |
| 破裂音等 | pʰ-    | p-     | tʰ-    | t-     | tɕʰ-     | tɕ-      | kʰ-      | k-       | ʔ-     |
| 摩擦音   |        |        | sʰ-    | s-     |          |          |          |          | h-     |
| 接近音   | w-     | w-     | l-     | l-     | r-       | r-       | j-       | j-       |        |

- [sʰ], [s], [r]の異音として、[tsʰ], [ts], [r̥]が現れる[4]。
- /r/と/l/をいずれも[l]で発音する話者もいる[4]。

### 介子音
介子音としては、-j-, -w-, -r-の3つが現れる。

### 母音
Egerod (1957) は、シャン語の母音体系を次のように分析している。
| /i/ | /ɨ/       | /u/ |
| /e/ | /ə/       | /o/ |
| /ɛ/ | /a/       | /ɔ/ |
|     | /aa/ [aː] |     |

### 声調
シャン語では五種類の声調を区別する。
1. 上昇調  ̌ (˧˥)
2. 低平調　̀ (˩)
3. 中平調　̄ (˧)
4. 高平調　́ (˥)
5. 下降調　̂ (˥˧)

第2声、第4声、第5声は、しばしば声門閉鎖音やきしみ声を伴う。

### 末子音
Egerod (1957) の挙げる「末子音」は以下の通りである。
| -m | -p | -w |
| -n | -d | -j |
| -ŋ | -k | -ɨ |

## 音韻史
シャン語では他のタイ諸語に見られるf-がpʰ-に変化している (強化)。
- タイ語: ไฟ /faj˧/「火」
- シャン語: ၽႆး /pʰáj/「火」

## 文法
シャン語は孤立語的な性質を持つ。

### 名詞句
名詞に対しては、それを修飾する形容詞・類別詞・指示詞などが後続しうる。

### 動詞句
シャン語では動詞連続構文が多用される。動詞 (群) には法の標識
・否定辞・継続相の標識が先行するほか、完結相の標識が後続する。

## 放送

### ミャンマー
- MRTV（英語版） Channel2では、シャン語を含む8つの少数民族言語で放送を行っている。[12]
- Thazin FMでもシャン語を含む13の言語で放送を行っている。

### その他
- キリスト教放送局FEBCが、シャン語放送を実施している。

## 辞書
英語:
- Sao Tern Moeng (1995). Shan-English Dictionary. Kensington, Md.: Dunwoody Press. ISBN 0-931745-92-6. NCID BA28129233